# Smörfisk
Smörfisk (Stromateus fiatola) är en fiskart som beskrevs av Carl von Linné 1758. Smörfisk ingår i släktet Stromateus och familjen Stromateidae. Inga underarter finns listade i Catalogue of Life.

## Fiskfusk
Smörfisk serveras ibland istället för vit tonfisk, vilket kan leda till svåra matsmältningsproblem.